# Жигић
Жигић је српскохрватско презиме. Значајни људи са овим презименом су:
- Никола Жигић, српски фудбалер
- Сандра Жигић, хрватска фудбалерка
- Зоран Жигић, војсковођа босанских Срба